# Kampfbund für deutsche Kultur

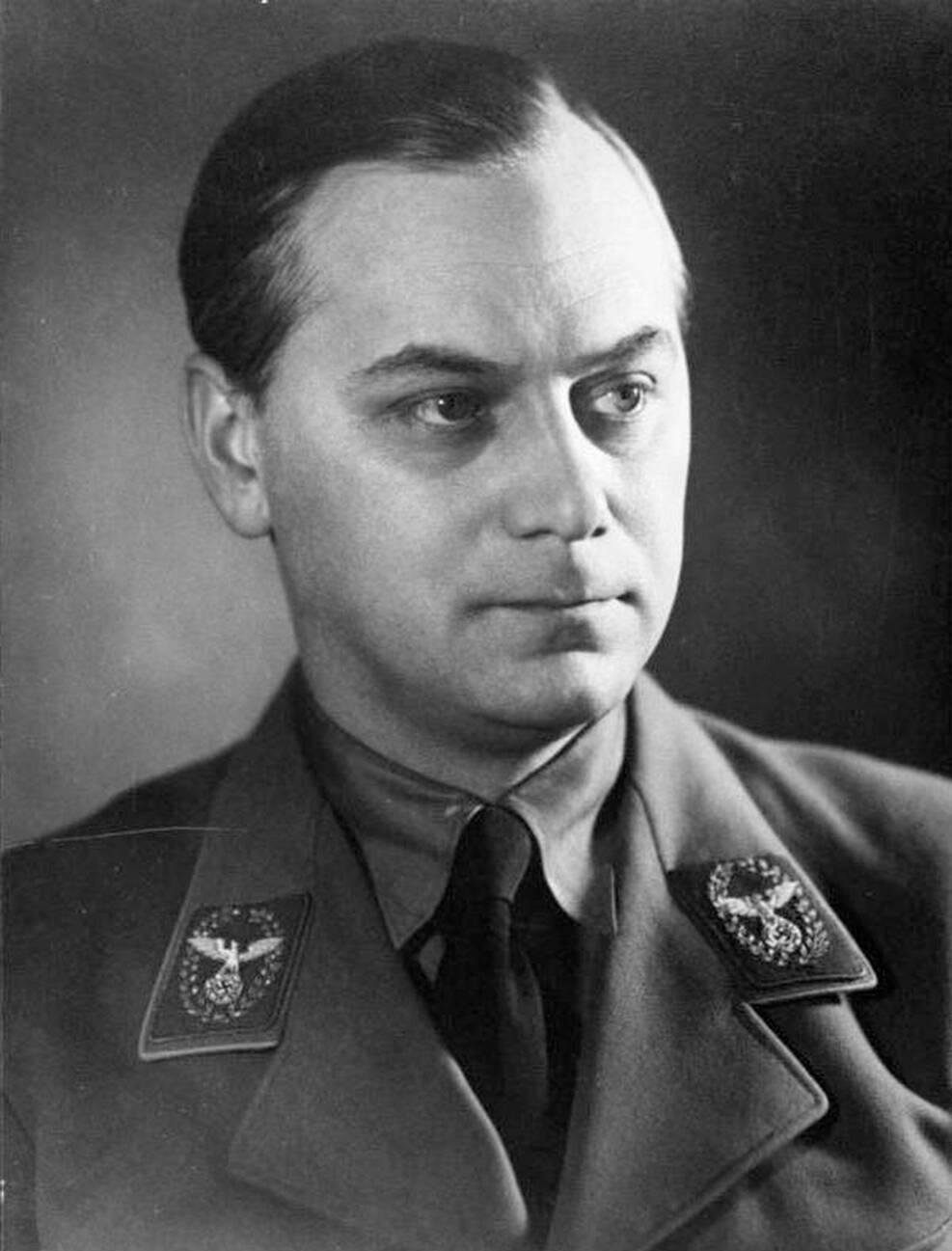
Alfred Rosenberg (1939) – Gründer des Kampfbundes für deutsche Kultur

Der Kampfbund für deutsche Kultur (KfdK), der in seiner Gründungsphase zunächst den Namen Nationalsozialistische Gesellschaft für deutsche Kultur (NGDK) erhielt, war ein völkisch gesinnter, antisemitisch ausgerichteter und politisch tätiger Verein während der Weimarer Republik und des nationalsozialistischen Regimes. Der Verein mit Sitz in München wurde 1928 von dem NS-Chefideologen Alfred Rosenberg gegründet und stand bis zu seiner Auflösung 1934 unter dessen Führung. Ziel des Vereins war eine maßgebliche Prägung des Kulturlebens in Deutschland, nicht zuletzt innerhalb der NSDAP. 1934 wurde der Verein aufgelöst und mit dem Reichsverband „Deutsche Bühne“ zur Nationalsozialistischen Kulturgemeinde („NS-Kulturgemeinde“) zusammengefasst. Verbunden war der Auflösungsprozess mit der Errichtung der „Dienststelle Rosenberg“ (DRbg), dem späteren „Amt Rosenberg“ (ARo).

## Weimarer Republik

### Entstehungsprozess
Die Gründungsphase des Kampfbunds stand im engsten Zusammenhang mit dem Nürnberger Reichsparteitag der NSDAP im August 1927. Nach Abschluss des Parteitags teilte der Völkische Beobachter den Beschluss zur Gründung einer Kulturorganisation mit, die „durch Veranstaltung von Vortragsabenden im gesellschaftlichen Rahmen“ den „nationalsozialistischen Gedanken in Kreise ... tragen“ solle, „die durch Massenveranstaltungen im allgemeinen nicht gefasst werden können.“
Aus einem nachfolgenden Rundschreiben von Alfred Rosenberg, Hauptschriftleiter des Völkischen Beobachters, an alle führenden Partei-Funktionäre der Ortsgruppen der NSDAP sowie an renommierte Vertreter der völkisch-nationalen Kulturszene im Oktober 1927 geht hervor, dass Hitler ihn mit der Gründung beauftragt hatte.
In dem Schreiben wies Rosenberg auf seine Bemühungen hin, „20–30 bester deutscher Namen dafür zu gewinnen, sich als Förderer dieser Sache öffentlich nennen zu lassen.“ Seine Parteigenossen auf kommunaler Ebene bat er um Unterstützung bei der Suche nach sämtlichen „irgendwie als national bekannten Persönlichkeiten Ihrer Stadt“, die für eine materielle Unterstützung und für Verträge der Gesellschaft in Frage kämen.
Die offizielle Gründung des Vereins als „Nationalsozialistische Gesellschaft für deutsche Kultur“ (NGDK) geschah am 4. Januar 1928. Gründer waren neben Rosenberg der Reichsorganisationsleiter der NSDAP Gregor Strasser, der Reichsgeschäftsführer Philipp Bouhler, der Reichspropagandaleiter Heinrich Himmler, der Reichsschatzmeister Franz Xaver Schwarz und der Unternehmer Wilhelm Weiß.
„Führer“ der NGDK wurde Rosenberg, Gotthard Urban, ein Freund von Baldur von Schirach, Reichsgeschäftsführer. Die Leitung der verschiedensten Abteilungen – wie Musik, Film und Rundfunk – übernahm Hans Buchner.
Am 19. Dezember 1928 wurde die NGDK in „Kampfbund für deutsche Kultur e. V.“ (KfdK) umbenannt und erhielt eine Vereinssatzung.

### Vor- und Feindbilder
Die Stadt Karlsruhe wurde durch die Hans-Thoma-Schule zu einem Zentrum deutschtümelnder Strömungen. Es handelte sich um völkisch gesinnte Kreise, die zu ihrer antisemitischen Tradition nach 1918 auch eine antikapitalistische Ausrichtung angenommen hatten und sich für die Heimatkunst interessierten. Rainer Maria Rilke, Hugo von Hofmannsthal, Max Liebermann galten ihnen aufgrund vorgeblicher „internationalistischer“ Denkweisen als Feindbilder; Vorbild war der wiederentdeckte Romantiker Caspar David Friedrich. Die ersten nationalsozialistischen Bilderstürme sollten von der Kampfbund-Gruppe in Karlsruhe unter der Führung des Thoma-Nachfolgers Hans Adolf Bühler und von Weimar ausgehen.
Der Kampfbund beschrieb sich als einen Zusammenschluss aller Kräfte, die bereit seien, den „Wiederaufbau der deutschen Kultur“ gegenüber der Weimarer „Novemberkultur“ zu betreiben. Das war ein Kampfbegriff: das gegenwärtige Theater wurde als „abgrundtief lasterhaft“ empfunden, die Musik als „entartet“, als eine „jazzende Verniggerung“. Man wandte sich generell gegen „Entartung“, „Kulturverfall“, „Kulturbolschewismus“, „Amerikanismus“, „Schmutz und Schund“. Die kulturpessimistische, kulturkämpferische Abwehr der Moderne hatte ferner eine „deutlich antisemitische Note“.
Pangermanische Tendenzen vertraten die in und um den Alldeutschen Verband konzentrierten Anhänger eines großdeutschen Kulturimperialismus, die eine stark ausgeprägte antisemitische Tradition hatten. Die nordischen Völker besäßen einen Führungsauftrag, ihr Volkstum sollte die kulturellen Kolonisationsfaktoren liefern. Die Expansionsbestrebungen richteten sich vor allem nach Osteuropa. Paul de Lagarde, Houston Stewart Chamberlain, Othmar Spann waren die Autoren dieser Kreise, deren Chauvinismus im gebildeten Bürgertum weit verbreitet war.

### Politische Ziele
Ein im Mai 1928 veröffentlichter Gründungsaufruf des Kampfbunds mit starken antisemitischen und rassistischen Akzenten erklärte, man stehe vor einem „von volksfeindlichen Kräften geförderten politischen Niedergang“, der einen „planmäßigen Kampf gegen sämtliche deutschen Kulturwerte“ beinhalte. „Rassefremdes Literatentum“ habe sich „mit den Abfällen der Großstädte“ verbündet. Man wolle nun im Kampf gegen „Verbastardisierung und Vernegerung unseres Daseins“ willensstarke und opferbereite deutsche Männer und Frauen an sich binden, um „artbewußte“ Zeitungen und Zeitschriften, bisher „unterdrückte“ Gelehrte und Künstler zu fördern, Ausstellungen zu veranstalten und auf die Theaterspielpläne Einfluss zu nehmen. Eine Liste von wohlbekannten Namen, die sich bereit erklärten, die Gründung öffentlich zu unterstützen, zeigt die bildungsbürgerliche Ausrichtung: Acht der achtzehn Förderer waren Hochschullehrer, die übrigen, meist aus dem Richard-Wagner-Kreis, waren Verleger, Theaterintendant, Schriftsteller, Pfarrer.
Der Kampfbund bemühte sich lange nach außen um eine formale Distanz zu der ihn führenden Partei. So war er keine der Gliederungen der NSDAP, wiewohl ihn das Hauptarchiv der NSDAP als „Organisation innerhalb der NSDAP“ führte und ihn eine „rein nationalsozialistische Gründung“ nannte. Er beschrieb sich als kulturpolitische Einrichtung „völkisch Kulturschaffender“, die „alle Abwehrkräfte gegen die heute herrschenden Mächte der Zersetzung auf kulturellem Gebiet in Deutschland“ sammeln und „Boden für die Idee Adolf Hitlers auf kulturellem Felde gewinnen“ sollte. Erst seit dem Herbst 1932 scheint er sich offen als nationalsozialistisch ausgewiesen zu haben, „obwohl sein parteipolitischer Standpunkt ... schon lange kein Geheimnis mehr war“.
An der ersten öffentlichen Veranstaltung des Kampfbundes in der Universität München am 23. Februar 1929, bei der Othmar Spann über Die Kulturkrise der Gegenwart einen Vortrag hielt, nahm Hitler mit zahlreichen Anhängern teil.

### Mitglieder und Förderer
Die Zahl der Mitglieder, die in so genannten Stützpunkten (Ortsgruppen) organisiert waren, stieg vom April 1929 von ca. 300 in 25 Ortsgruppen auf ca. 38.000 in 450 Ortsgruppen im Oktober 1933.
Unter den Mitgliedern und Förderern des Kampfbundes war alles vertreten, was im extremen Flügel der völkischen Bewegung Rang und Namen hatte, so der antisemitische Literaturhistoriker Adolf Bartels, Ludwig Polland, Gustaf Kossinna und der Physiker und Einstein-Gegner Philipp Lenard, die Verleger Hugo Bruckmann und Julius Friedrich Lehmann, die führenden Persönlichkeiten der Bayreuther Gesellschaft Winifred Wagner, Daniela Thode, Hans von Wolzogen und die Witwe Eva Chamberlain des Rasseideologen Houston Stewart Chamberlain, der Komponist Paul Graener, der Schriftsteller und spätere Präsident der Reichsschrifttumskammer Hanns Johst, der Architekt Paul Schultze-Naumburg, der die Schrift Kunst und Rasse herausgab und besonders häufig auf Veranstaltungen sprach, Gustav Havemann (Gründer und Leiter des Kampfbund-Orchesters), der Generalintendant a. D. Carl von Schirach, der Bundesführer des paramilitärischen „Wehrwolf. Bund deutscher Männer und Frontkrieger“ Fritz Kloppe und der Theologe und Musikwissenschaftler Fritz Stein. Landesleiter für Hessen und Hessen-Nassau war Friedrich Krebs.
Zu den korporativ beigetretenen akademischen Mitgliedern gehörten die Deutsche Burschenschaft, die Deutsche Landsmannschaft, der Vertreter-Convent der Turnerschaften an deutschen Hochschulen, die Deutsche Gildenschaft, die Deutsche Sängerschaft, der Sondershäuser Verband, der Hochschulring deutscher Art.

### Publikationen und politische Aktionen
Von 1929 bis 1931 gab der Kampfbund die Zeitschrift Mitteilungen des Kampfbundes für deutsche Kultur heraus. In der Rubrik Zeichen der Zeit wurden Feinde zitiert: Erich Kästner, Kurt Tucholsky, Thomas Mann, Bertolt Brecht, Walter Mehring, das Berliner Institut für Sexualwissenschaft, weiterhin Paul Klee, Wassily Kandinsky, Kurt Schwitters, das Bauhaus, Emil Nolde, Karl Hofer, Max Beckmann, George Grosz zählen zu den meistgenannten. Die Bücher von Ernst Toller, Arnold Zweig, Jakob Wassermann, Lion Feuchtwanger, Arnolt Bronnen, Leonhard Frank, Emil Ludwig, Alfred Neumann sollten die Bezeichnung „deutsch“ nicht führen dürfen. Eine Kampagne richtete sich 1930 gegen Ernst Barlach und die sogenannte „Hetzkunst“ von Käthe Kollwitz. Zum einen sammelten sich hier Künstler und Schriftsteller, die mit den künstlerischen und literarischen Entwicklungen in der Weimarer Republik nicht Schritt halten konnten, zum zweiten „finden sich in unzähligen Pamphleten und Pressemitteilungen“ bereits früh die Kategorien „deutscher“ und „undeutscher“ Literatur vor, wie sie in demonstrativer Symbolik mit den Bücherverbrennungen im Mai 1933 umgesetzt wurden.
Im Oktober 1932 wurde unter der Schriftleitung von Hans Hinkel die Deutsche Kultur-Wacht. Blätter des Kampfbundes für deutsche Kultur publiziert, die jedoch schon 1933 wieder eingestellt wurde.
Verschiedene Aktivitäten hatten ein großes überregionales Echo: 1930 setzte der von dem nationalsozialistischen Thüringer Innen- und Kulturminister Wilhelm Frick zum „Kultur-, Kunst- und Theaterreferenten“ ernannte Landesleiter des KfdK, Hans Severus Ziegler, den völkischen Architekten Schultze-Naumburg als Direktor der Weimarer Bauhochschule ein und entließ zugleich alle Dozenten des Bauhaus-Umfelds. Er ordnete die Entfernung der Werke von Otto Dix, Lyonel Feininger, Wassily Kandinsky, Paul Klee, Ernst Barlach, Oskar Kokoschka, Franz Marc, Emil Nolde und anderen als „entartet“ geltenden Künstlern aus den Ausstellungsräumen des Weimarer Schlossmuseums an. Aus staatlich subventionierten Konzertprogrammen strich er die Werke von Paul Hindemith und Igor Strawinsky. Verboten wurden die Werke von Erich Maria Remarque und die Filme von Sergej Eisenstein, Wsewolod Illarionowitsch Pudowkin und Georg Wilhelm Pabst.
Pfingsten 1930 veranstaltete der Kampfbund in Weimar seine erste große Jugendtagung, die unter der Schirmherrschaft von Frick stand. Erstmals wurden hier mit dem Hinweis auf Weimars „unsterbliche Geistesheroen“ nationalsozialistische Führungsfiguren vorgestellt: Baldur von Schirach, Goebbels, Göring, Darré. Eine gemeinsame Entschließung forderte „vor allem die Stärkung des deutschen Wehrwillens“, und für die Künste hieß es: „Wir rufen auf zum Widerstand gegen alle volksschädigenden Einflüsse auf dem Gebiet des Theaters … in Literatur und bildender Kunst … gegen eine wesensfremde Baukunst“.
Unter dem Motto „Es ist nicht nötig, daß ich lebe, wohl aber, daß ich meine Pflicht tue!“ veranstaltete der Kampfbund Pfingsten 1931 eine Jugend- und Kulturtagung in Potsdam, auf der Rosenberg einen Vortrag über „Blut und Ehre“, „Rasse und Persönlichkeit“ hielt, und Göring, Fliegerhauptmann, zum Thema „Wehrwille sichert die Kultur“ sprach.

## Zeit des Nationalsozialismus
Nach der Machtübernahme durch die Nationalsozialisten und ihrer deutschnationalen Bündnispartner 1933 beteiligten sich lokale Gruppen des KfdK zunächst an der im Mai 1933 unter der Federführung der Deutschen Studentenschaft stattfindenden „Aktion wider den undeutschen Geist“, in deren Verlauf „undeutsche“ Literatur aus Bibliotheken entfernt und in öffentlichen rituellen Bücherverbrennungen vernichtet wurde.
Der Kampfbund veranstaltete Kunstausstellungen, u. a. 1934 in Breslau „Deutsche Kunst in Schlesien von 1850 bis zur Gegenwart“ und in Darmstadt die „Deutsche Frühjahrsausstellung des Kampfbunds für deutsche Kultur, Ortsgruppe Dortmund“. 
Organisatorisch erzwang der Kfdk den Zusammenschluss des Verbands der freien Volksbühnen und des Bühnenvolksbunds zu einer Nebenorganisation, dem Reichsverband Deutsche Bühne e. V. In der weiteren Folge übernahm er weitere Berufszusammenschlüsse.
In der Einflusskonkurrenz zwischen Rosenberg, Goebbels und Robert Ley als dem Leiter der DAF und deren Freizeiteinrichtung „Kraft durch Freude“ kam es schließlich am 6. Juni 1934 zu einer Verschmelzung von KfdK und Reichsverband Deutsche Bühne zur „Nationalsozialistischen Kulturgemeinde“ (NSKG), die unmittelbar nach der Gründung „körperschaftlich in die Organisation ‚Kraft durch Freude‘“ eintrat. Einerseits sollte die NS-Kulturgemeinde fortan die Führung bei der Prägung des Kulturlebens in der politischen NS-Gemeinschaft „Kraft durch Freude“ übernehmen; andererseits verband Rosenberg mit dieser Zusammenfassung das Ziel, die Programmgestaltung für das von ihr getragene Kunst- und Kulturleben auch im Rahmen der gesamten NSDAP zu übernehmen, insbesondere hinsichtlich der Jugendorganisationen.
Auf dem Gebiet des Films gehörte zum Bereich des Kampfbundes die Deka-Film in Berlin, die Abkürzung bedeutet aufgelöst „Deutsche Kampffilm“.